# イラつくときはいつだって
『イラつくときはいつだって』は、オレンジスパイニクラブが2020年1月22日にプリミティブからリリースした1作目のミニ・アルバムである。

## 概要
茨城県出身4人組バンド・オレンジスパイニクラブが現名義で初めてリリースしたアルバム。前名義のThe ドーテーズとしてリリースした『under20』からおよそ2年を経た作品となり、所属事務所・プリミティブからリリースした初のアルバム。バンド初の全国流通盤で、タワーレコード限定リリース作品である。

## 収録曲
1. キンモクセイ [3:51] [1]
作詞・作曲：スズキナオト
編曲：オレンジスパイニクラブ
  - この楽曲をリリースするためにバンド名を改名している[2]。
2. 東京の空 [2:45] [1]
作詞・作曲：スズキユウスケ
編曲：オレンジスパイニクラブ
3. タルパ [3:12] [1]
作詞・作曲：スズキナオト
編曲：オレンジスパイニクラブ
4. 37.5℃ [3:21] [1]
作詞・作曲：スズキユウスケ
編曲：オレンジスパイニクラブ
5. デイリーネイビークレイジー [3:35] [1]
作詞・作曲：スズキナオト
編曲：オレンジスパイニクラブ
6. 眠気 [3:42] [1]
作詞・作曲：スズキナオト
編曲：オレンジスパイニクラブ
7. 敏感少女 [4:04] [1]
作詞・作曲：スズキナオト
編曲：オレンジスパイニクラブ

## キンモクセイ - From THE FIRST TAKE
『キンモクセイ - From THE FIRST TAKE』（キンモクセイ - フロム・ザ・ファースト・テイク）は、日本のロックバンド・オレンジスパイニクラブの配信シングルである。

### 概要
- 2023年6月28日にYouTube上で公開されたキンモクセイのTHE FIRST TAKEバージョンである。
- 『ハルによろしく』『洒落』に続いてトオミヨウが編曲している。

### 収録曲
1. キンモクセイ - From THE FIRST TAKE [4:08]
作詞・作曲：スズキナオト
編曲：トオミヨウ

## メディア披露
| 出演日 | 出演日  | 番組名                                                   | 放送局             | 演奏曲                       |
| 年     | 月日    | 番組名                                                   | 放送局             | 演奏曲                       |
| ------ | ------- | -------------------------------------------------------- | ------------------ | ---------------------------- |
| 2023年 | 6月28日 | THE FIRST TAKE                                           | YouTube            | キンモクセイ                 |
| 2024年 | 1月29日 | オレンジスパイニクラブ LIVE SPECIAL -見えないものに愛を- | スペースシャワーTV | キンモクセイ タルパ 敏感少女 |